# 阿赫莫斯
| iaH · ms · s |

| iaH · ms · s |

阿赫摩斯 (“月之子”)是一位 古埃及第十八王朝王子及拉神的大祭司 。

## 生平
阿赫摩斯有可能為阿蒙霍特普二世的兒子。 當他的兄弟图特摩斯四世在位時，他在赫里奥波里斯擔任拉神的大祭司 。他的一塊石碑(可能來自赫里奥波里斯)現藏於柏林。 他的一尊殘缺的雕像(可能來自基輔特，一個埃及的城市)現藏於開羅。 此外，他名字的第一個符號正是新月。